# Symplocos paniculata
Espèce
Classification APG III (2009)
Symplocos paniculata est une espèce de plantes à fleurs du genre Symplocos et de la famille des Symplocaceae. C'est un arbuste à feuilles caduques que l'on trouve dans son environnement naturel en Chine, au Japon et au sud de la Corée. Il est cultivé pour ses qualités ornementales et fleurit en juin.

## Description

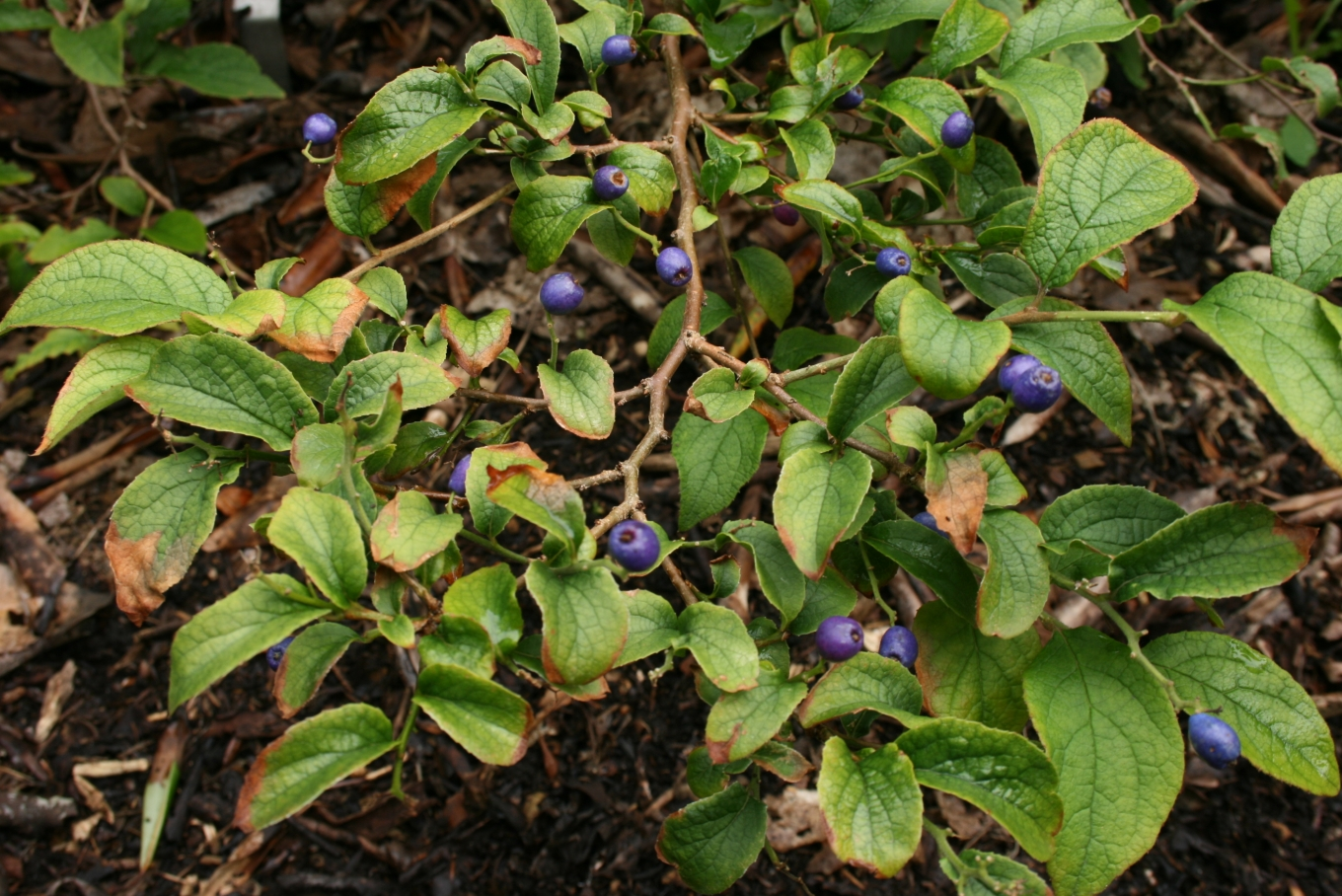
Fruits et feuillage au début du mois de septembre.

Symplocos paniculata peut atteindre 3 mètres de haut en Europe, parfois plus (jusqu'à 6 mètres) dans son environnement d'origine en Asie. Ses feuilles mesurent de 2 à 4 cm de largeur et de 3 à 8 cm de longueur en moyenne. Ses fleurs odoriférantes hermaphrodites sont petites de 2 à 3 cm de longueur, disposées en panicules, et de couleur blanc-crème.
L'écorce de Symplocos paniculata est grise et cannelée.
Ses drupes, de 3 à 8 mm de diamètre en moyenne, mûrissent de septembre à octobre. Leur couleur est d'un bleu brillant et violacé. On peut les consommer en gelée. Les oiseaux en sont friands.

## Distribution et habitat

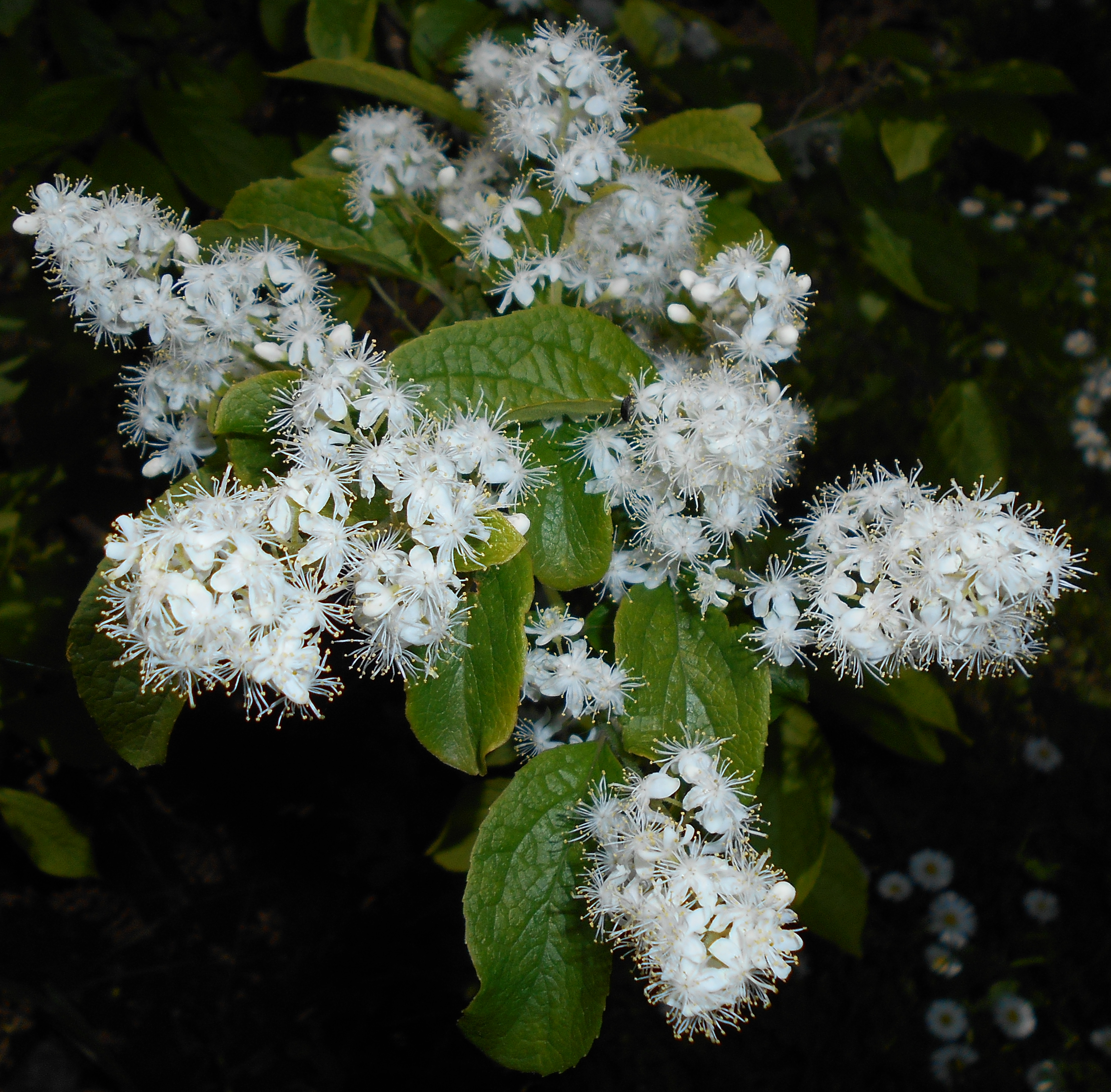

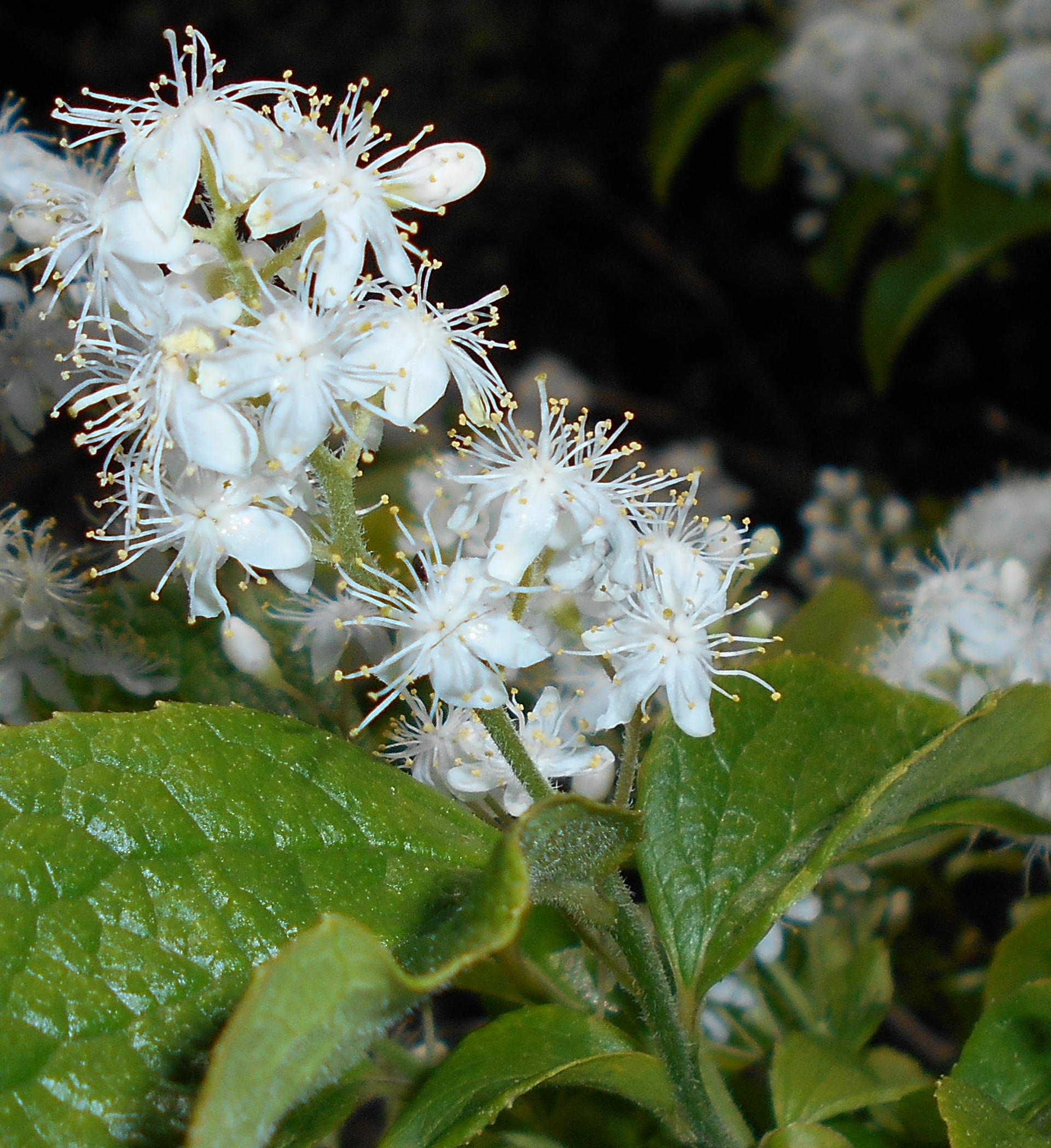
Détail de l'inflorescence.

Symplocos paniculata est originaire du nord de la Birmanie,  de Cochinchine et du sud-ouest de la Chine, du Japon, et du sud de la Corée, où on le trouve jusqu'à 2 500 mètres d'altitude.
Cet arbuste, lorsqu'il est cultivé, préfère les sols bien drainés et humides et peu les sols calcaires. Il apprécie le soleil et peut croître sous exposition à mi-ombre, mais ne peut pousser à l'ombre. Il supporte les sols acides.

## Taxonomie
Le botaniste Miquel en donne la description en 1867 à Amsterdam.
Synonymes:
- Symplocos chinensis (Lour.) Druce
- Prunus paniculatus Thunb.